# Stereomyrmex
Stereomyrmex é um gênero de insetos, pertencente a família Formicidae.

## Espécies
- Stereomyrmex anderseni (Taylor, 1991)
- Stereomyrmex dispar (Wheeler, 1934)
- Stereomyrmex horni Emery, 1901